# Oļegs Znaroks
Oļegs Znaroks (rusky Олег Валерьевич Знарок, českou transkripcí Oleg Valerjevič Znarok; * 2. ledna 1963, Usť-Katav, Čeljabinská oblast, RSFSR, SSSR) je bývalý lotyšský lední hokejista a reprezentant ruského původu a současný hokejový trenér. Od roku 2001 vlastní i německé občanství. Od dubna 2018 do září 2021 působil ve funkci konzultanta ruské hokejové reprezentace.

## Hráčská kariéra
Během své aktivní hráčské kariéry hrál za Dinamo Riga, Stars Riga, Maine Mariners (AHL), německý EV Landsberg, české HC Vítkovice, německé kluby EHC Freiburg a Heilbronner EC.
Reprezentoval Lotyšsko.

## Trenérská kariéra
S trenéřinou začínal v Lotyšsku, kde vedl SK LSPA Riga. V Rusku koučoval CHK MVD a následně Dynamo Moskva, se kterým vyhrál v sezonách 2011/12 a 2012/13 Gagarinův pohár.
V letech 2006–2011 vedl hokejovou reprezentaci Lotyšska.
Po neúspěchu ruského národního týmu na Zimních olympijských hrách v Soči v únoru 2014 (vyřazení ve čtvrtfinále Finskem po výsledku 1:3) byl v březnu jmenován nástupcem Zinetuly Biljaletdinova ve funkci hlavního kouče Ruska. Současně opustil post hlavního trenéra moskevského Dynama. Na Mistrovství světa v ledním hokeji 2014 v Bělorusku dovedl ruskou sbornou až do finále. V něm však nemohl stát na střídačce ruského týmu, neboť dostal trest na jedno utkání od IIHF za nevhodnou gestikulaci směrem ke švédskému asistentovi Rikardu Grönborgovi ve vzájemném pokřikování v závěru semifinále mezi Ruskem a Švédskem (výhra Ruska 3:1). Gesto ve stylu „Podříznu tě!“ po zápase vysvětloval slovy, že ho bolelo v krku, čemuž disciplinární komise neuvěřila. Grönborg dostal stejný trest. Rusko šampionát vyhrálo bez jediné porážky, ve finále porazilo Finsko 5:2.
12. dubna 2018 bylo oznámeno, že na mistrovství světa v Dánsku povede ruskou sbornou Ilja Vorobjov a Znarok se stane necestujícím konzultantem týmu.